# Saint-Christophe-et-le-Laris

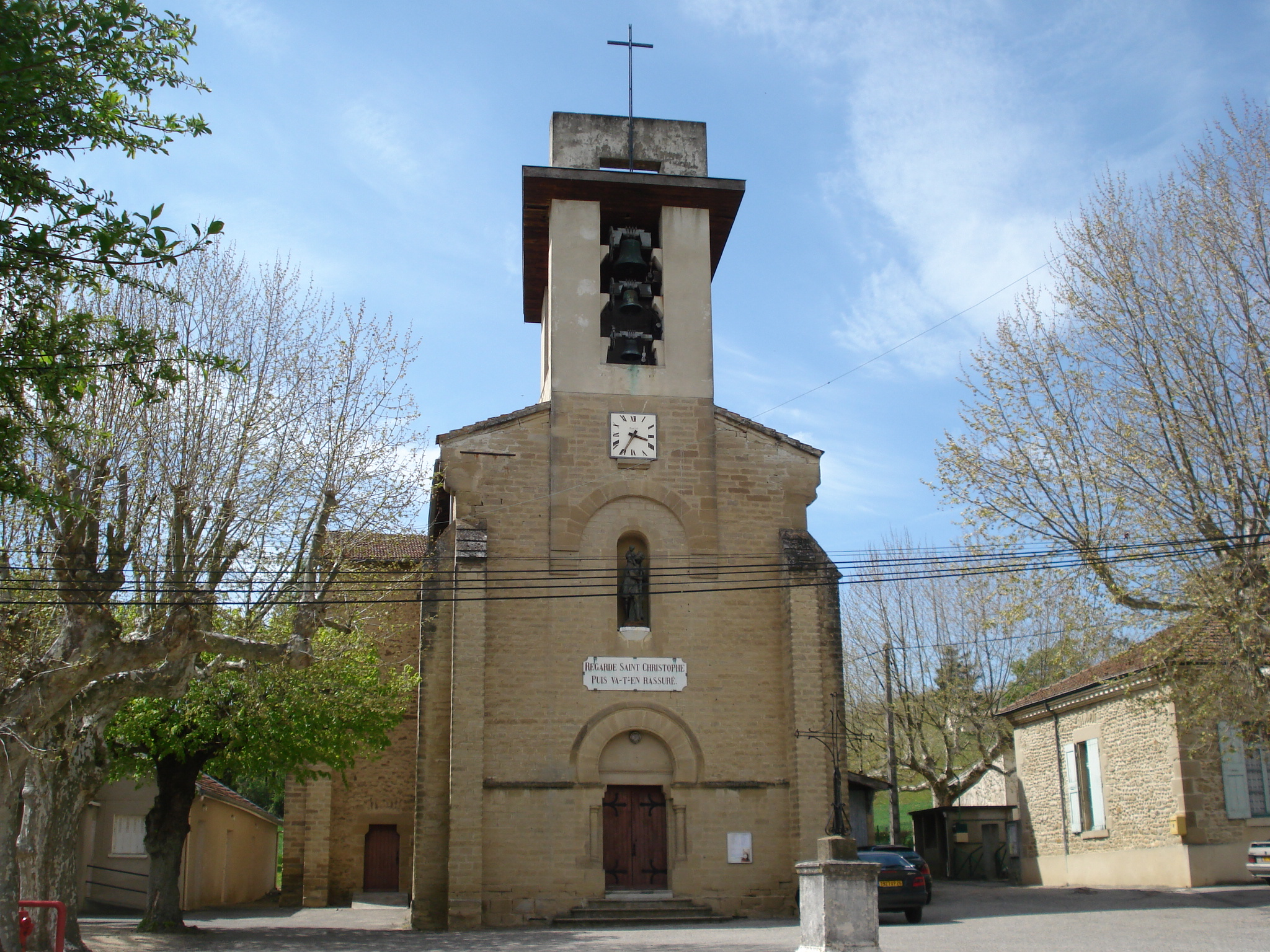
Kościół w Saint-Christophe-et-le-Laris, 2008

Saint-Christophe-et-le-Laris – miejscowość i gmina we Francji, w regionie Owernia-Rodan-Alpy, w departamencie Drôme.
Według danych na rok 1990 gminę zamieszkiwało 318 osób, a gęstość zaludnienia wynosiła 28 osób/km² (wśród 2880 gmin regionu Rodan-Alpy Saint-Christophe-et-le-Laris plasuje się na 1312. miejscu pod względem liczby ludności, natomiast pod względem powierzchni na miejscu 1023.).